# Гаплогруппа O2a (Y-ДНК)
Гаплогруппа O2a — Y-хромосомная гаплогруппа. Предок — гаплогруппа O2.

## Распространение
Гаплогруппа O2a распространена по всей Азии — от Алтая и Центральной Азии до южной Индии на западе и от северного Китая и Японии до Индонезии на востоке. На границах области распространения встречается очень редко — примерно в 1 % случаев, а на промежуточных территориях (Юго-Восточная Азия, южный Китай) распространена более широко. Она преобладает у народов австроазиатской семьи, таких как кхмеры в Камбодже и кхаси в индийской Мегхалае. У них она встречается примерно в половине случаев. В меньшем количестве у них присутствуют также гаплогруппы O3 и O1a. Кроме того, у некоторых австроазиатских народов, как млабри в Таиланде, манг во Вьетнаме, населения Никобарских островов и джуанг в Индии O2a является единственной. Это свидетельствует о том, что предки австроазиатов были, главным образом, носителями гаплогруппы O2a.
Гаплогруппа O2a также типична для носителей тай-кадайских языков в Таиланде и окрестностях, что может свидетельствовать об ассимиляции ими мон-кхмерского населения. Также она распространена среди населения островов Суматра, Ява, Бали и Калимантан. У балийцев O2a достигает 59 % (323/551); тогда как типичные для австронезийцев (кроме Малайзии и Индонезии) O1a и O3 — всего лишь 18 % (100/551) и 7 % (38/551). Также O2a была обнаружена у малайцев Сингапура. Причина распространения нетипичной для австронезийцев гаплогруппы O2a у этих народов неизвестна.

## Палеогенетика
- У неолитического образца Vt77 (ок. 2650 л. н.) из Вьетнама определён субклад O2a2b1a2a1[6].

## Дерево подгрупп
Согласно дереву ISOGG 2006, O2a включает несколько подгрупп.
- O2a (M95) Типична для носителей австроазиатских, тай-кадайских языков, малайцев, индонезийцев и малагасийцев, имеет ограниченное распространение по всей Южной, Юго-Восточной, Восточной и Центральной Азии.
  - O2a*
  - O2a1 (M88, M111) Часто встречается у хани, шэ, тайцев, камбоджийцев и вьетнамцев, реже — у цян, ли, мяо, яо, тайваньских аборигенов, населения Калимантана,[7], а также у этнических китайцев из провинций Сычуань, Гуанси, Гуандун.
    - O2a1*
    - O2a1a (PK4) Обнаружена у некоторых пуштунов,[8] тхару,[9] и индийских аборигенов из Андхра-Прадеш[9].

  - O2a2 (M297)